# وانواتو
وانواتو () به‌طور رسمی جمهوری وانواتو کشوری جزیره‌ای و کوچک می‌باشد که در ملانزی در جنوب اقیانوس آرام واقع شده‌است. این مجمع الجزایر، که منشأ آتشفشانی دارد، در ۱۷۵۰ کیلومتری شرق استرالیا، 540 کیلومتر شمال شرقی کالدونیای جدید، شرق گینه نو، جنوب شرقی جزایر سلیمان و غرب فیجی قرار دارد.این کشور از تاریخ ۱۵ سپتامبر ۱۹۸۱ در سازمان ملل متحد نیز عضو است.
وانواتو اولین سکونتگاه مردم ملانزی بود. اولین اروپایی‌هایی که از این جزایر بازدید کردند، یک گروه اسپانیایی به رهبری دریانورد پرتغالی فرناندز دِ کیِروس بودند که در سال ۱۶۰۶ به بزرگترین جزیره، اسپیریتو سانتو، رسیدند. کیِروس این مجمع‌الجزایر را به عنوان بخشی از هند شرقی استعماری اسپانیا، متعلق به اسپانیا دانست و آن را لا آسترلیا دل اسپیریتو سانتو نامید.
در دهه ۱۸۸۰، فرانسه و بریتانیا مدعی بخش‌هایی از این مجمع‌الجزایر بودند و در سال ۱۹۰۶، آنها بر سر چارچوبی برای مدیریت مشترک این مجمع‌الجزایر به عنوان نیو هبریدز از طریق یک مالکیت مشترک انگلیسی-فرانسوی توافق کردند.
جنبش استقلال‌طلبی در دهه ۱۹۷۰ میلادی آغاز شد و جمهوری وانواتو در سال ۱۹۸۰ تأسیس شد. از زمان استقلال، این کشور عضو سازمان ملل متحد، کشورهای مشترک‌المنافع، سازمان بین‌المللی فرانکوفونی و مجمع جزایر اقیانوس آرام شده است.

## تاریخ
ماقبل تاریخ وانواتو مبهم است؛ با توجه به شواهد باستان‌شناسی و پیدا شدن قطعات گلدان سفالی با قدمت ۱۳۰۰ تا ۱۱۰۰ قبل از میلاد پیدا شده‌است این تاریخ را می‌توان سرآغاز حضور انسان در جزایر وانواتو دانست. اولین مردمی که وارد وانوااتو شدند به فرهنگ لاپیتا تعلق داشتند و از فیلیپین یا تایوان به این جزایر آمده بودند. این مردم گیاهانی چون موز، یم و تارو را کشت کرده و حیوانات اهلی مثل خوک و مرغ را با خود به این جزایر آوردند.
وانواتو در ابتدا سکونت گاه مردم ملانزی بود و اروپایی‌ها در قرن ۱۸ میلادی به آنجا رفتند. در سال ۱۸۸۰ دو کشور انگلستان و فرانسه بر سر این جزایر جنگ‌هایی را داشتند که در ۱۹۰۶ آن‌ها به توافق با یکدیگر مبنی بر مالکیت مشترک انگلیسی-فرانسوی را در چارچوب مدیریت مشترک تحت عنوان هیبرید جدید پذیرفتند. در ۱۹۷۰ جنبش آزادی‌خواهی وانواتو برپا شد که نتیجه آن ایجاد جمهوری وانواتو در سال ۱۹۸۰ بود.
وانوآتو از سال ۱۸۸۷ به وسیله بریتانیا و فرانسه به‌طور مشترک اداره می‌شد. وانوآتو در ۳۰ ژوئیه ۱۹۸۰ از بریتانیا و فرانسه اعلام استقلال کرد و تاکنون مستقل مانده‌است.
در سال ۱۹۸۰، در جنگ کوتاه نارگیل، جمهوری مستقل وانواتو ایجاد شد. در دهه ۱۹۹۰ وناتو بی‌ثباتی سیاسی را تجربه کرد که سرانجام منجر به یک دولت غیرمتمرکزتر شد. نیروی وناتو موبایل، یک گروه شبه‌نظامی، در سال ۱۹۹۶ به دلیل اختلاف درمورد دستمزد اقدام به کودتا کرد. انتخابات جدید از سال ۱۹۹۷ چندین بار انجام شده‌است، که آخرین بار در سال ۲۰۱۶ بوده‌است.

## سیاست
ژان ماری لیه از اتحادیهٔ احزاب میانه‌رو در سال ۱۹۸۴ به ریاست جمهوری رسید. ماکسیم کارلوت نیز در سال ۱۹۹۱ نخست‌وزیر شد. در سال ۲۰۰۴ نیز کالکوت ماتاسکلکله به عنوان رئیس‌جمهور و هام لینی به سمت نخست‌وزیر وانوآتو برگزیده شدند.

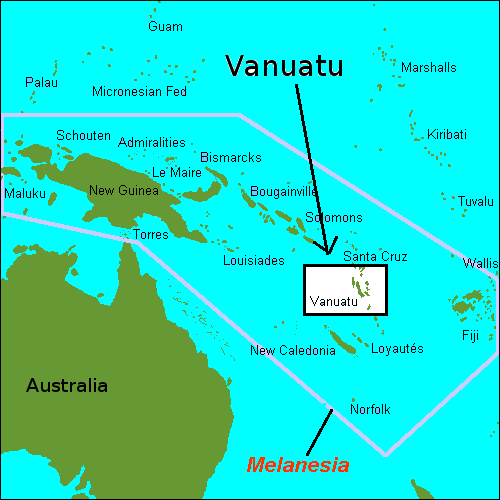

## جغرافیا
این کشور یک مجمع‌الجزایر آتشفشانی است که در فاصله ۱٬۷۵۰ کیلومتری از شرق استرالیا شمالی، ۵۰۰ کیلومتری شمال شرقی کالدونیای جدید و در غرب فیجی و جنوب جزایر سلیمان قرار دارد.
پایتخت این کشور پورت ویلا (Port-Vila) با ۳۴ هزار نفر جمعیت می‌باشد. مساحت وانوآتو ۱۲٬۱۸۹ کیلومتر مربع و جمعیت ۲۱۵٬۰۰۰ نفر است.
مهم‌ترین شهر وانوآتو، لوگان ویل با ۱۲ هزار نفر جمعیت است.
وانوآتو از بیش از ۸۰ جزیره تشکیل شده‌است که مهم‌ترین آنها عبارتند از: افاته، اسپیریتو سانتو، مالکولا و تانا، که نیو هیبرید نیز خوانده می‌شدند.
میزان بارندگی از ژانویه تا آوریل حدود ۳۰۰ میلی‌متر در ماه است، برای بقیه سال حدود ۲۰۰ میلی‌متر در ماه. جزایر بانکی در شمال غربی می‌توانند بیش از ۴۰۰۰ میلی‌متر باران در سال دریافت کنند، با این حال جزایر جنوبی ممکن است کمتر از ۲۰۰۰ میلی‌متر دریافت کنند.

## تقسیمات کشوری
وانوآتو دارای ۶ ایالت می‌باشد:
1. مالامپا (Malampa)
2. پناما (Panama)
3. سانما (Sanma)
4. شفا (Shefa)
5. تافیا (Tafea)
6. توربا (Torba)

## جزایر
| نقشه           | نام جزیره                   | توضیح |
| -------------- | --------------------------- | ----- |
|                | آمبریم                      |       |
| آناتوم         |                             |       |
| آئوبا          |                             |       |
| افاته          |                             |       |
| ارومانگو       |                             |       |
| اسپیریتو سانتو |                             |       |
| فوتونا         |                             |       |
| هانتر          | مورد ادعای فرانسه و وانوآتو |       |
| ایل بنکس       |                             |       |
| ایل تورس       |                             |       |
| مائه‌وو         |                             |       |
| متیو           | مورد ادعای فرانسه و وانوآتو |       |
| مالاکولا       |                             |       |
| پنتکوته        |                             |       |
| تانا           |                             |       |

## اقتصاد

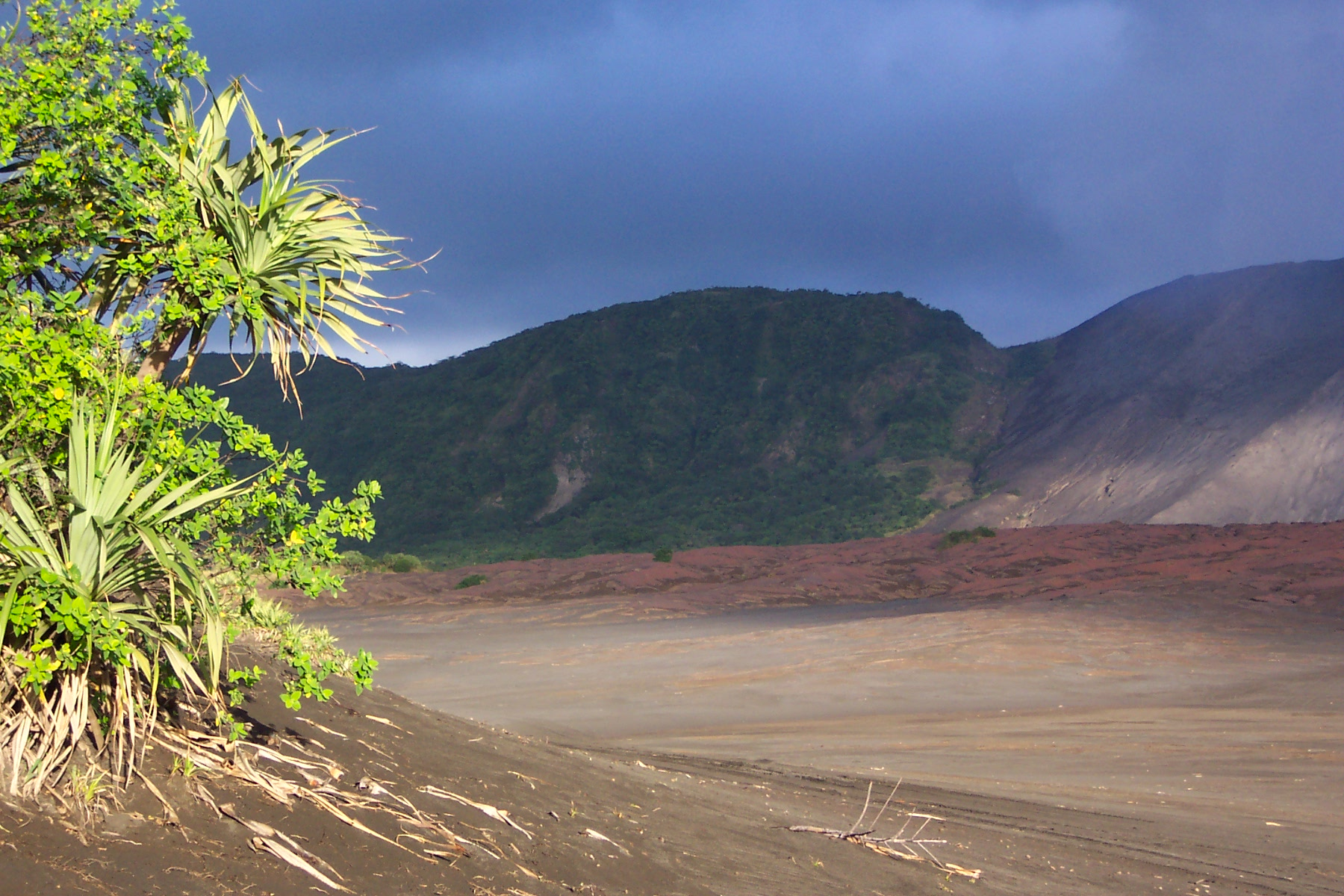
دشت سیندر (Cinder) مشرف به آتشفشان یاسور (Yasur) در جزیره تانا (Tanna)

واحد پول وانوآتو، واتو نام دارد. تولید ناخالص داخلی این کشور ۸۹۷ میلیون دلار است. ۷۶ هزار و ۴۱۰ نفر نیروی کار این کشور را تشکیل می‌دهند.
نرخ بیکاری در وانواتو ۷/۱ درصد است. در سال ۲۰۰۷ نرخ تورم ۹/۳ درصد بود.
محصولات صادراتی این کشور شامل مغز نارگیل، گوشت قرمز، کاکائو، الوار و قهوه است که به کشورهای تایلند (۶/۵۹ درصد)، هند (۸/۱۶ درصد) و ژاپن (۵/۱۱ درصد) صادر می‌شود.
محصولات وارداتی این کشور شامل ماشین‌آلات و تجهیزات، مواد غذایی و سوخت است که از کشورهای استرالیا (۶/۲۰ درصد)، ژاپن (۷/۱۹ درصد)، سنگاپور (۱/۱۲ درصد)، نیوزیلند (۸/۸ درصد)، فیجی (۷/۷ درصد)، چین (۴/۷درصد)
و کالدونیای جدید (۳/۴ درصد) وارد می‌شود.

## مردم
۹۰ ٪ نژاد وانوآتو را وانواتویی تشکیل می‌دهند، همچنین دین ۵۳ ٪ وانواتویی‌ها پروتستان، ۱۸ ٪ انگلیکان و ۱۵ ٪ کاتولیک هستند. برخی از مردم بومی نیز دین خاص خود را دارند. بیسلاما، انگلیسی و فرانسوی از زبانهای رسمی وانوآتو به حساب می‌آیند.

## فرهنگ
زنان وانواتو علاقه بسیاری به رقص دارند. مردم این کشور به ورزش فوتبال علاقه‌مندند و صنایع چوبی در نزد آنها مشهور است.

## تعطیلات
۱ ژانویه: روز سال نو
۲۱ فوریه: روز پدر لینی
۵ مارس: روز رئیس ستادی
عید پاک (مطابق با تقویم گرگوری)
۳۰ ژوئیه: روز استقلال
۵ اکتبر: روز قانون اساسی
۲۹ نوامبر: روز وحدت
۲۵ دسامبر: روز کریسمس
۲۶ دسامبر: روز خانواده